# Cnemaspis koehleri
Cnemaspis koehleri este o specie de șopârle din genul Cnemaspis, familia Gekkonidae, descrisă de Mertens 1937. A fost clasificată de IUCN ca specie cu risc scăzut. Conform Catalogue of Life specia Cnemaspis koehleri nu are subspecii cunoscute.